# Catania-Fontanarossas flygplats
Catania-Fontanarossas flygplats (IATA: CTA, ICAO: LICC) (italienska: Aeroporto di Catania-Fontanarossa, även: Vincenzo Bellinis flygplats) är en internationell flygplats belägen 4,3 km sydväst om Catania som är den näst största staden på ön Sicilien.
Flygplatsen är den mest trafikerade flygplatsen på Sicilien och den sjätte i hela Italien med 7 914 117 passagerare år 2016. Större flygbolag så som Alitalia, Lufthansa och KLM erbjuder flygningar hit och ansluter flygplatsen till många europeiska destinationer som Rom, München, Amsterdam och Berlin. Även lågprisflygbolag som easyJet och Ryanair trafikerar flygplatsen. Det är mycket charter som ankommer flygplatsen.